# میدان هوایی سرده‌بند
فرودگاه سرده‌بند (به انگلیسی: Sardeh Band Airport)  یک فرودگاه   با کد یاتا SBF است که دارای یک باند به نام ۰۲/۲۰ با سطح شنی به ابعاد ۶۹۰۲ در ۱۹۰ فوت (۲۱۰۴ متر × ۵۸ متر) است و در ارتفاع ۲۱۲۵ متری از سطح دریا واقع شده‌است.
این فرودگاه در شهر سرده‌بند و در حدود ۱ کیلومتری (۱ مایلی) شمال سد ساخته شده در سال ۱۹۶۷ توسط روسیه به نام سد سرده بند در لبه شرقی ولسوالی اندر در ولایت غزنی افغانستان واقع شده است. این فرودگاه در دره‌ای در ۲ مایلی (۳ کیلومتری) شمال غربی دریاچه موتا خان، در نزدیکی مرز با ولایت پکتیکا قرار دارد.

## حوادث
در ۱۲ ژوئن ۲۰۰۲ یک لاکهید ام‌سی-۱۳۰ در یک ماموریت خروج شبانه برای خارج کردن نیروهای ویژه ارتش ایالات متحده از منطقه  از باند هوایی بلند شد ولی بعد از بلند شدن با زمین برخورد کرد و در یک منطقه بایر در ۲/۵ مایل دریایی (۴/۶ کیلومتر) از باند هوایی سقوط کرد.